# Sgonico
Sgonico (szlovénül: Zgonik) település Olaszországban, Trieszt megyében. Lakosainak száma 1997 fő (2023. január 1.). Sgonico Duino-Aurisina, Monrupino, Trieszt és Sežana községekkel határos. Lakosságának jelentős része szlovén.

## Népesség
A település népessége az elmúlt években az alábbi módon változott:

| 2018 | 2 072 |
| 2023 | 1 997 |